# Nekrolog 4. Quartal 1905
Nekrolog
◄◄
| ◄
| 1901
| 1902
| 1903
| 1904
| 1905 | 1906 | 1907 | 1908 | 1909 | ► | ►►
1. Quartal |
2. Quartal |
3. Quartal |
4. Quartal 1905
Weitere Ereignisse | Allgemeiner Nekrolog 1905
Die Beschreibung der verstorbenen Person sollte so kurz wie möglich gehalten sein und nur deren signifikante Tätigkeit(en) enthalten.
Neue Namen ggf. auch unter dem Geburts- und Sterbedatum, also etwa unter 1. Januar und im Geburts- und Sterbejahr (2024) eintragen (nur bei entsprechender großer Wichtigkeit). Für Beispiele siehe die schon vorhandenen Artikel.
Außerdem über die fünf zuletzt Verstorbenen, zu denen es einen ausreichend guten Artikel für eine Präsentation auf der Hauptseite gibt, nach der todesbedingten Überarbeitung der Artikel ggf. auch unter Wikipedia Diskussion:Hauptseite informieren und sie am besten auch in den anderen Wikipedia-Sprachversionen eintragen. Tipp: Regelmäßig bei news.google.de nach „ist tot“, „gestorben“ oder „verstorben“ suchen.
Wenn eine Person gestorben ist, gibt es viele Seiten zu dieser Person in der Wikipedia, die davon auch betroffen sind und entsprechend aktualisiert werden müssen. Beispiele: Namenübersichtsseite, Geburtsjahr, Geburtsort-Seiten und viele mehr.
Wie finde ich die betroffenen Seiten?
Im Suchfeld auf der linken Seite gibt man den Suchbegriff so ein: „Vorname Nachname“. Dann klickt man auf Volltext und alle Seiten mit entsprechendem Suchtext werden aufgerufen. Hier sieht man dann schnell, wo auch das Todesjahr Sinn macht oder sogar ein Teil des Artikels angepasst werden muss. Auch hilft das „Werkzeug“ auf der linken Seite sehr gut, um solche Seiten aufzufinden: „Links auf diese Seite“. Somit ist die Wikipedia wieder aktuell in allen Bereichen! Hinweis: bei Eintragung der Kategorie „Gestorben JAHR“ wird der Missbrauchsfilter 49 ausgelöst, was jedoch nicht schlimm ist. Siehe: Spezial:Missbrauchsfilter/49
Dies ist eine Liste von im vierten Quartal 1905 verstorbenen bekannten Persönlichkeiten. Die Einträge erfolgen innerhalb der einzelnen Daten alphabetisch sortiert. Tiere sind im Nekrolog für Tiere zu finden.

## Oktober
| Tag         | Name                            | Beruf, bekannt als                                                                    | Alter | Beleg |
| ----------- | ------------------------------- | ------------------------------------------------------------------------------------- | ----- | ----- |
| 1. Oktober  | Albert Dunkel                   | deutscher Architekt                                                                   | 48    |       |
| 2. Oktober  | DeWitt Bristol Brace            | US-amerikanischer Physiker                                                            | 46    |       |
| 2. Oktober  | José-Maria de Heredia           | französischer Schriftsteller spanischer Herkunft                                      | 62    |       |
| 2. Oktober  | Engelbert Seibertz              | deutscher Porträt- und Historienmaler                                                 | 92    |       |
| 3. Oktober  | Jean-Marie Bayol                | französischer Politiker                                                               | 55    |       |
| 3. Oktober  | Walter Wislicenus               | deutscher Astronom, Initiator der Astronomische Jahresberichte                        | 45    |       |
| 5. Oktober  | Alexander Baustädt              | deutscher Verwaltungsjurist und Konsistorialpräsident                                 | 77    |       |
| 5. Oktober  | Philippe Gaspard Gauckler       | französischer Tiefbauingenieur                                                        | 79    |       |
| 6. Oktober  | Charles Brown                   | englischer Maschinenkonstrukteur                                                      | 78    |       |
| 6. Oktober  | Leopold von Leonrod             | deutscher Jurist, bayerischer Justizminister                                          | 75    |       |
| 6. Oktober  | Ferdinand von Richthofen        | deutscher Geograph und Forschungsreisender                                            | 72    |       |
| 6. Oktober  | Hibbard H. Shedd                | US-amerikanischer Politiker                                                           | 58    |       |
| 7. Oktober  | Pedro Américo                   | brasilianischer Maler                                                                 | 62    |       |
| 7. Oktober  | Emeran Kottmüller               | deutscher Bierbrauer und Politiker (LRP), MdR                                         | 80    |       |
| 7. Oktober  | Gustav Krahmer                  | deutscher Offizier, zuletzt Generalmajor und Schriftsteller                           | 65    |       |
| 8. Oktober  | Johann Gottlieb Schoch          | Gartenarchitekt und Gartendirektor der Stadt Magdeburg                                | 52    |       |
| 9. Oktober  | Peter Joseph Roeckerath         | deutscher katholischer Theologe, Bauunternehmer und Politiker (Zentrum), MdR          | 67    |       |
| 10. Oktober | Gustav Siegle                   | deutscher Industrieller und Politiker (DP), MdR                                       | 65    |       |
| 11. Oktober | Wilhelm Emelé                   | deutscher Schlachten- und Historienmaler                                              | 75    |       |
| 11. Oktober | Heinrich Meidinger              | deutscher Physiker                                                                    | 74    |       |
| 12. Oktober | Emil Burckhardt-De Bary         | Schweizer Urologe, außerordentlicher Professor an der Universität Basel               | 51    |       |
| 12. Oktober | William Thomas Clark            | US-amerikanischer Offizier und Politiker                                              | 74    |       |
| 12. Oktober | Sergei Nikolajewitsch Trubezkoi | russischer Religionsphilosoph                                                         | 43    |       |
| 13. Oktober | Friedrich Harm                  | deutscher Politiker (SPD), MdR                                                        | 61    |       |
| 13. Oktober | Henry Irving                    | britischer Schauspieler                                                               | 67    |       |
| 15. Oktober | Frank G. Higgins                | US-amerikanischer Politiker                                                           | 41    |       |
| 15. Oktober | Emiliana Concha de Ossa         | südamerikanische Erbin, Modell und Muse                                               | 43    |       |
| 15. Oktober | Maximilian Põdder               | estnischer Schriftsteller und Übersetzer                                              | 53    |       |
| 15. Oktober | Louis Wilhelm Uhlendorff        | deutscher Mühlenbesitzer und Politiker (DFP), MdR                                     | 81    |       |
| 16. Oktober | Theodor Ludwig                  | deutscher Historiker                                                                  | 37    |       |
| 16. Oktober | Rudolf Reicke                   | deutscher Historiker, Philosoph und Oberbibliothekar                                  | 80    |       |
| 17. Oktober | Franz Fauth                     | deutscher Pädagoge                                                                    | 64    |       |
| 17. Oktober | Felix von Gutschmid             | deutscher Diplomat                                                                    | 62    |       |
| 17. Oktober | Hermann Kestner-Köchlin         | deutscher Arzt und Autor                                                              | 82    |       |
| 17. Oktober | Luise Neumann                   | deutsche Schauspielerin                                                               | 86    |       |
| 18. Oktober | Jessie Boucherett               | englisch-britische Kämpferin für Frauenrechte, Autorin und Herausgeberin              | 79    |       |
| 18. Oktober | Babeli Giezendanner             | Schweizer Malerin                                                                     | 74    |       |
| 19. Oktober | Virgil Earp                     | US-amerikanischer Revolvermann                                                        | 62    |       |
| 19. Oktober | Carl Joseph Geiger              | österreichischer Maler und Illustrator                                                | 82    |       |
| 20. Oktober | Bernhard Herschel               | Mannheimer Stadtrat und Kaufmann                                                      | 67    |       |
| 20. Oktober | Paul Schickert                  | deutscher Politiker (Konservative) und Abgeordneter im Sächsischen Landtag            | 78    |       |
| 20. Oktober | John Van Voorhis                | US-amerikanischer Politiker                                                           | 78    |       |
| 21. Oktober | Leonhard Blumer                 | Schweizer Unternehmer und Politiker                                                   | 61    |       |
| 21. Oktober | Karl Kehrbach                   | deutscher Pädagoge und Herausgeber                                                    | 59    |       |
| 21. Oktober | Oser Kokesch                    | zionistischer Politiker und Rechtsanwalt                                              | 46    |       |
| 21. Oktober | Ferdinand von Oheimb            | deutscher Regierungsbeamter und Politiker                                             | 88    |       |
| 21. Oktober | Hermann Usener                  | deutscher klassischer Philologe und Religionswissenschaftler                          | 70    |       |
| 23. Oktober | Émile Oustalet                  | französischer Zoologe                                                                 | 61    |       |
| 23. Oktober | Jerry Simpson                   | US-amerikanischer Politiker                                                           | 63    |       |
| 23. Oktober | Florent Willems                 | belgischer Maler                                                                      | 82    |       |
| 24. Oktober | Jakob Mehling                   | deutscher Politiker                                                                   | 52    |       |
| 25. Oktober | Johann Gottlob Gutzschebauch    | deutscher Geistlicher und Autor                                                       | 89    |       |
| 25. Oktober | Heinrich Henggeler              | Schweizer Unternehmer und Politiker (FDP)                                             | 54    |       |
| 25. Oktober | Carl Berendt Lorck              | dänisch-deutscher Buchhändler und Verleger                                            | 91    |       |
| 26. Oktober | Henry Hull Carlton              | US-amerikanischer Politiker                                                           | 70    |       |
| 26. Oktober | Johann Caspar Herterich         | deutscher Maler                                                                       | 62    |       |
| 26. Oktober | Bogdan Prošek                   | tschechischer Unternehmer                                                             |       |       |
| 27. Oktober | Ralph Copeland                  | britischer Astronom                                                                   | 68    |       |
| 27. Oktober | Joe Cullen                      | schottischer Fußballtorwart                                                           | 37    |       |
| 27. Oktober | Frederick Wollaston Hutton      | englischer Geologe und Zoologe                                                        | 68    |       |
| 27. Oktober | Rudolf Lehmann                  | deutsch-englischer Maler                                                              | 86    |       |
| 27. Oktober | Anton Rothe                     | preußischer Verwaltungsjurist, Landrat sowie Regierungspräsident in Danzig und Kassel | 68    |       |
| 28. Oktober | Alphonse Allais                 | französischer Schriftsteller und Humorist                                             | 51    |       |
| 28. Oktober | Michail Iwanowitsch Dragomirow  | russischer General                                                                    | 74    |       |
| 28. Oktober | Thomas Wingfield Grimes         | US-amerikanischer Politiker                                                           | 60    |       |
| 28. Oktober | Eduard Gundling                 | tschechischer Rechtswissenschaftler und Landesadvokat                                 | 86    |       |
| 29. Oktober | Étienne Desmarteau              | kanadischer Leichtathlet                                                              | 32    |       |
| 29. Oktober | Richard Jaehne                  | deutscher Kommunalpolitiker, Oberbürgermeister von Potsdam                            | 46    |       |
| 29. Oktober | Hendrik Witbooi                 | Nama-Kaptein                                                                          |       |       |
| 30. Oktober | Jules Danbé                     | französischer Dirigent und Geiger                                                     | 64    |       |
| 30. Oktober | Alfred Mitschke                 | deutscher Reichsgerichtsrat                                                           | 58    |       |
| 31. Oktober | Nikolai Ernestowitsch Bauman    | russischer Revolutionär                                                               | 32    |       |
| 31. Oktober | Hermann Cordua                  | deutscher Chirurg                                                                     | 53    |       |
| 31. Oktober | Gustav von Kahr                 | deutscher Verwaltungsjurist                                                           | 71    |       |
| 31. Oktober | Andrew Ryan McGill              | US-amerikanischer Politiker                                                           | 65    |       |
| 31. Oktober | Albrecht Steiner von Felsburg   | österreichischer Maler und Architekt                                                  | 67    |       |
| 31. Oktober | Joseph Steiner von Steinstätten | österreichischer Offizier und Kaiserjäger                                             | 71    |       |
| 31. Oktober | Johann Caspar Willi             | Schweizer Komponist und Dirigent                                                      | 76    |       |

## November
| Tag          | Name                            | Beruf, bekannt als                                                                     | Alter | Beleg |
| ------------ | ------------------------------- | -------------------------------------------------------------------------------------- | ----- | ----- |
| 1. November  | Alexander Campbell Botkin       | US-amerikanischer Politiker                                                            | 63    |       |
| 1. November  | Friedrich Karl Castelhun        | deutschamerikanischer Arzt und Lyriker                                                 | 77    |       |
| 1. November  | Per Schei                       | norwegischer Geologe und Polarforscher                                                 | 30    |       |
| 1. November  | Gottfried von Segnitz           | deutscher Botaniker                                                                    | 78    |       |
| 2. November  | Horace Austin                   | US-amerikanischer Politiker                                                            | 74    |       |
| 2. November  | Albert von Kölliker             | Schweizer Anatom und Physiologe                                                        | 88    |       |
| 2. November  | Louise Köster                   | deutsche Sängerin                                                                      | 82    |       |
| 2. November  | Johann Hermann Leonhard         | deutscher Arzt und Stifter der Augenheilanstalt Mülheim an der Ruhr                    | 70    |       |
| 2. November  | Lawrence T. Neal                | US-amerikanischer Politiker                                                            | 61    |       |
| 2. November  | Ambros Zündel                   | österreichischer Lehrer                                                                | 59    |       |
| 3. November  | Eliza Thompson                  | US-amerikanische Aktivistin der Abstinenzbewegung                                      | 89    |       |
| 4. November  | Hans Graeven                    | deutscher Klassischer Archäologe und Philologe                                         | 39    |       |
| 4. November  | Clara Müller-Jahnke             | deutsche sozialistische Dichterin, Journalistin und Frauenrechtlerin                   | 45    |       |
| 5. November  | Anton von Dejanicz-Gliszczynski | deutscher Jurist und Politiker (Zentrum), MdR                                          | 84    |       |
| 5. November  | Adolf Dresel                    | deutscher Bauingenieur und preußischer Beamter                                         | 77    |       |
| 5. November  | Carl Heinrich von Helldorff     | preußischer Rittergutsbesitzer, Offizier und Politiker                                 | 73    |       |
| 5. November  | Julius Kosleck                  | deutscher Musiker und Musikpädagoge                                                    | 79    |       |
| 5. November  | Hermann Spamer                  | deutscher Industrieller                                                                | 75    |       |
| 6. November  | Theodor von der Goltz           | deutscher Agrarwissenschaftler                                                         | 69    |       |
| 6. November  | Moritz Voigt                    | deutscher Jurist                                                                       | 79    |       |
| 6. November  | George Williams                 | englischer Gründer des Christlicher Verein Junger Menschen                             | 84    |       |
| 7. November  | Florence Dixie                  | britische Reisende, Journalistin und Schriftstellerin                                  | 50    |       |
| 7. November  | Albert Goldberg                 | deutscher Opernsänger (Bariton), Opernregisseur und Theaterintendant                   | 58    |       |
| 7. November  | Keshavsut                       | erster Marathi-Lyriker                                                                 | 39    |       |
| 7. November  | Ludwig Knorr                    | Oberlandesgerichtspräsident und Landtagsabgeordneter Großherzogtum Hessen              | 77    |       |
| 7. November  | Ernst Florian von Thielau       | deutscher Verwaltungsjurist                                                            |       |       |
| 8. November  | Max Aronheim                    | deutscher Jurist                                                                       | 56    |       |
| 8. November  | William Lounsbery               | US-amerikanischer Jurist und Politiker                                                 | 73    |       |
| 8. November  | William Trost Richards          | US-amerikanischer Landschafts- und Marinemaler                                         | 71    |       |
| 9. November  | Alfred Gräfe                    | deutscher Kaufmann und liberaler Politiker, MdL (Königreich Sachsen)                   | 53    |       |
| 9. November  | Johann Georg Hauer              | österreichischer Mundartdichter                                                        | 52    |       |
| 9. November  | Michael Rieser                  | österreichischer Maler                                                                 | 77    |       |
| 9. November  | Wilhelm August Seim             | deutscher Politiker, MdL (Königreich Sachsen)                                          | 61    |       |
| 9. November  | Melchior Weißenhagen            | deutscher Geistlicher und Politiker (Zentrum), MdR                                     | 56    |       |
| 10. November | Alfred Nicolas Rambaud          | französischer Historiker und Politiker                                                 | 63    |       |
| 12. November | August Noack                    | deutscher Kunstmaler                                                                   | 83    |       |
| 13. November | William J. O’Brien              | US-amerikanischer Politiker                                                            | 69    |       |
| 13. November | Ludwig Kinkel                   | deutscher Bürgermeister und Mitglied des Provinziallandtages der Provinz Hessen-Nassau | 79    |       |
| 14. November | Robert Whitehead                | englischer Ingenieur                                                                   | 82    |       |
| 15. November | Georges Charpentier             | französischer Verleger und Kunstsammler                                                | 58    |       |
| 15. November | Iwan Michailowitsch Setschenow  | russischer Physiologe                                                                  | 76    |       |
| 15. November | Max Spohr                       | deutscher Buchhändler und Verleger                                                     | 54    |       |
| 16. November | Karl Johann Brilmayer           | deutscher katholischer Geistlicher, Autor und rheinhessischer Heimatkundler            | 62    |       |
| 16. November | Ehrenfried Leichel              | deutsch-niederländischer Orgelbauer                                                    | 77    |       |
| 16. November | Ida Staegemann                  | deutsche Schauspielerin und Intendantin                                                | 57    |       |
| 17. November | Adolph                          | Herzog von Nassau, Großherzog von Luxemburg                                            | 88    |       |
| 17. November | Heinrich Heitzig                | deutscher Politiker (NLP), MdL (Königreich Sachsen)                                    | 56    |       |
| 17. November | Lew Felixowitsch Lagorio        | russischer Maler                                                                       | 77    |       |
| 17. November | Philipp von Belgien             | Prinz von Belgien, Graf von Flandern                                                   | 68    |       |
| 17. November | Robert H. Snyder                | US-amerikanischer Politiker                                                            | 50    |       |
| 17. November | Friedrich von Weech             | deutscher Archivar und Historiker                                                      | 68    |       |
| 18. November | Heinrich Hauser                 | Schweizer Landwirt und liberaler Politiker                                             | 54    |       |
| 19. November | Emil Preetorius                 | deutsch-amerikanischer Journalist und Publizist                                        | 78    |       |
| 20. November | Adalbert von Barby              | preußischer General der Kavallerie                                                     | 85    |       |
| 21. November | Alfred Bachmann                 | Theaterschauspieler                                                                    | 38    |       |
| 22. November | Carl von Arnim                  | deutscher Jurist und preußischer Verwaltungsbeamter                                    | 74    |       |
| 22. November | Edmond Cherouvrier              | französischer Komponist                                                                | 74    |       |
| 22. November | August Hudler                   | deutscher Medailleur und Bildhauer                                                     | 36    |       |
| 22. November | Ernst Hübner                    | deutscher Unternehmer                                                                  |       |       |
| 22. November | Victor Schlegel                 | deutscher Mathematiker                                                                 | 62    |       |
| 23. November | John Scott Burdon-Sanderson     | englischer Physiologe                                                                  | 76    |       |
| 23. November | Gottfried Joseph Gabriel Findel | freimaurerischer Schriftsteller                                                        | 77    |       |
| 23. November | Friedrich von Luxburg           | königlich bayerischer Kämmerer und Regierungspräsident von Unterfranken (1868–1901)    | 76    |       |
| 23. November | John G. Schumaker               | US-amerikanischer Jurist und Politiker                                                 | 79    |       |
| 23. November | Otto Stolz                      | österreichischer Mathematiker                                                          | 63    |       |
| 24. November | Theodor Kozlowski               | Elbstrombaudirektor                                                                    | 81    |       |
| 24. November | Franz Olck                      | deutscher Klassischer Philologe                                                        | 63    |       |
| 24. November | Nachum Schaikewitsch            | jiddischer Schriftsteller                                                              | 54    |       |
| 24. November | Heinrich Steinvorth             | deutscher Gymnasial-Oberlehrer und Naturkunde-Forscher                                 | 88    |       |
| 26. November | Carlo von Boog                  | österreichischer Architekt und Baubeamter                                              |       |       |
| 26. November | August Goebel                   | Gründer der Goebel Brewing Company                                                     |       |       |
| 26. November | Wolodymyr Lessewytsch           | ukrainischer und russischer Philosoph und Ethnologe                                    | 68    |       |
| 26. November | Rudolf Rocholl                  | lutherischer Theologe                                                                  | 83    |       |
| 27. November | Bernhard Engländer              | deutscher Reichsgerichtsrat                                                            | 73    |       |
| 27. November | Albert Klöpper                  | protestantischer Theologe                                                              | 77    |       |
| 27. November | Rachel Scott                    | schottisch-britische Journalistin, Frauenrechtlerin und Bildungsaktivistin             | 57    |       |
| 28. November | Adolf Schmidt                   | Musikpädagoge, Chorleiter und Komponist                                                | 60    |       |
| 28. November | Otto Thienemann                 | österreichisch-deutscher Architekt                                                     | 78    |       |
| 29. November | Joseph Peter Bockhorni          | deutscher Glasmaler                                                                    | 73    |       |
| 29. November | Giuseppe Comandi                | italienischer Waldenser                                                                | 61    |       |
| 29. November | Hugo Grahl                      | deutscher Agrarwissenschaftler                                                         | 71    |       |
| 29. November | Georg Knaack                    | deutscher klassischer Philologe und Gymnasiallehrer                                    | 48    |       |
| 29. November | Moritz Seubert                  | deutscher Verwaltungs- und Ministerialbeamter                                          | 53    |       |
| 30. November | Clementine Abel                 | deutsche Schriftstellerin                                                              | 79    |       |
| 30. November | Otto Dornewaß                   | deutscher Opernsänger (Bass), Theaterschauspieler und Opernregisseur                   | 65    |       |
| 30. November | Samuel Lipschütz                | US-amerikanischer Schachspieler                                                        | 42    |       |
| 30. November | Ernst Ziegler                   | Schweizer Anatom und Hochschullehrer                                                   | 56    |       |

## Dezember
| Tag          | Name                                | Beruf, bekannt als                                                                                            | Alter | Beleg |
| ------------ | ----------------------------------- | --- | ----- | ----- |
| 1. Dezember  | Amanzia Guérillot                   | italienische Malerin                                                                                          | 76    |       |
| 1. Dezember  | Rudolf Pfaffinger                   | österreichischer Politiker                                                                                    | 46    |       |
| 2. Dezember  | Clinton Edward Dawkins              | britischer Politiker                                                                                          | 46    |       |
| 3. Dezember  | Nikolai Wassiljewitsch von Kaulbars | russischer General und Militärschriftsteller                                                                  | 63    |       |
| 3. Dezember  | Rudolf von Leuthold                 | deutscher Sanitätsoffizier und Hochschullehrer                                                                | 73    |       |
| 4. Dezember  | Henry Hugh Armstead                 | englischer Bildhauer, Metallkünstler und Illustrator                                                          | 77    |       |
| 4. Dezember  | Ferdinand Liebsch                   | Maler und Fotograf in Hannover                                                                                | 89    |       |
| 5. Dezember  | Paul Leverkühn                      | deutscher Ornithologe                                                                                         | 38    |       |
| 6. Dezember  | Viggo Stuckenberg                   | dänischer Dichter                                                                                             | 42    |       |
| 7. Dezember  | Ernst von Ege                       | deutscher Theologe                                                                                            | 82    |       |
| 7. Dezember  | Hermann Ehmann                      | deutscher Ingenieur für Wasserbau                                                                             | 61    |       |
| 8. Dezember  | Max Fleischer                       | österreichischer Architekt                                                                                    | 64    |       |
| 8. Dezember  | Zadoc Kahn                          | französischer Rabbiner                                                                                        | 66    |       |
| 8. Dezember  | John H. Mitchell                    | US-amerikanischer Politiker                                                                                   | 70    |       |
| 9. Dezember  | Otto Erdmann                        | deutscher Genremaler                                                                                          | 71    |       |
| 9. Dezember  | Henry Holmes                        | englischer Komponist, Geiger und Musikpädagoge                                                                | 66    |       |
| 9. Dezember  | Richard Claverhouse Jebb            | britischer klassischer Philologe                                                                              | 64    |       |
| 10. Dezember | Magdalena Kade                      | Anlassgeberin für einen Wallfahrtsort                                                                         | 70    |       |
| 10. Dezember | Friedrich Wencke                    | deutscher Schiffbauunternehmer und Reeder                                                                     | 63    |       |
| 11. Dezember | Paul Meurice                        | französischer Schriftsteller                                                                                  | 87    |       |
| 11. Dezember | Max Reischle                        | deutscher Theologe                                                                                            | 47    |       |
| 12. Dezember | Josef Nikolaus von Schraut          | bayerischer Verwaltungsbeamter                                                                                | 59    |       |
| 12. Dezember | William Sharp                       | schottischer Schriftsteller                                                                                   | 50    |       |
| 13. Dezember | Anna von der Asseburg               | deutsche Gutsherrin                                                                                           | 75    |       |
| 13. Dezember | Max Zottmayr                        | deutscher Opernsänger                                                                                         | 72    |       |
| 14. Dezember | Herman Haupt                        | US-amerikanischer General im Sezessionskrieg und Eisenbahningenieur                                           | 88    |       |
| 14. Dezember | Heinrich Leutemann                  | deutscher Autor, Maler und Illustrator                                                                        | 81    |       |
| 15. Dezember | Friedrich Spiegel                   | deutscher Orientalist und Kenner des Zendavesta                                                               | 85    |       |
| 16. Dezember | Mudder Cordes                       | Bremer Stadtoriginal                                                                                          | 89    |       |
| 17. Dezember | Hermann Hultzsch                    | deutscher Bildhauer und Hochschullehrer                                                                       | 68    |       |
| 17. Dezember | S. Stanhope Orris                   | US-amerikanischer Klassischer Philologe                                                                       | 67    |       |
| 18. Dezember | Daniel Wilhelm Sommerwerck          | Bischof von Hildesheim                                                                                        | 84    |       |
| 19. Dezember | John A. Burbank                     | US-amerikanischer Politiker, Gouverneur des Dakota-Territoriums                                               | 78    |       |
| 19. Dezember | Félix Gustave Saussier              | französischer General und Abgeordneter                                                                        | 77    |       |
| 20. Dezember | Henry Harland                       | US-amerikanischer Schriftsteller und Herausgeber                                                              | 44    |       |
| 20. Dezember | Richard Hodgson                     | Parapsychologe                                                                                                | 50    |       |
| 20. Dezember | Tim N. Machin                       | US-amerikanischer Politiker                                                                                   | 83    |       |
| 21. Dezember | Johann August Ritter von Eisenhart  | deutscher Politiker                                                                                           | 79    |       |
| 21. Dezember | James Stewart                       | britisch-südafrikanischer Missionar und Principal                                                             | 74    |       |
| 22. Dezember | Friedrich Wilhelm Cuno              | deutscher reformierter Theologe                                                                               | 67    |       |
| 22. Dezember | John N. Irwin                       | US-amerikanischer Politiker                                                                                   | 57    |       |
| 24. Dezember | Severino Ferrari                    | italienischer Dichter, Romanist und Italianist                                                                | 49    |       |
| 24. Dezember | James A. Lockhart                   | US-amerikanischer Politiker                                                                                   | 55    |       |
| 24. Dezember | Christian Oberhey                   | deutscher evangelisch-lutherischer Theologe                                                                   | 87    |       |
| 24. Dezember | Louis Simons                        | deutscher Unternehmer                                                                                         | 74    |       |
| 25. Dezember | Raymond Préfontaine                 | kanadischer Politiker                                                                                         | 55    |       |
| 27. Dezember | Guido Karcher                       | deutscher Admiral                                                                                             | 61    |       |
| 27. Dezember | Fritz Spindler                      | deutscher Pianist und Komponist                                                                               | 89    |       |
| 28. Dezember | Georg Wuschanski                    | Dekan des Bautzener Domstifts, Administrator der katholischen Jurisdiktionsbezirke in Sachsen                 | 66    |       |
| 29. Dezember | Emília Kánya                        | ungarische Publizistin, Schriftstellerin, Übersetzerin, Herausgeberin, Feministin                             | 75    |       |
| 29. Dezember | Martin Wiberg                       | schwedischer Rechenmaschinenkonstrukteur                                                                      | 79    |       |
| 29. Dezember | Charles Tyson Yerkes                | US-amerikanischer Finanzier                                                                                   | 68    |       |
| 30. Dezember | Christian Blisse                    | Patronatsältester in Wilmersdorf                                                                              | 82    |       |
| 30. Dezember | Martin Bröffel                      | deutscher Politiker                                                                                           | 52    |       |
| 30. Dezember | Job Bicknell Ellis                  | US-amerikanischer Mykologe                                                                                    | 76    |       |
| 30. Dezember | Karl Ludwig Leimbach                | deutscher Historiker, Gymnasiallehrer, Theologe und Literaturhistoriker, Schuldirektor und Provinzialschulrat | 61    |       |
| 30. Dezember | Julien Reverchon                    | französischer Naturforscher und Botaniker                                                                     | 68    |       |
| 30. Dezember | Frank Steunenberg                   | US-amerikanischer Politiker                                                                                   | 44    |       |